# Historia Chojnowa

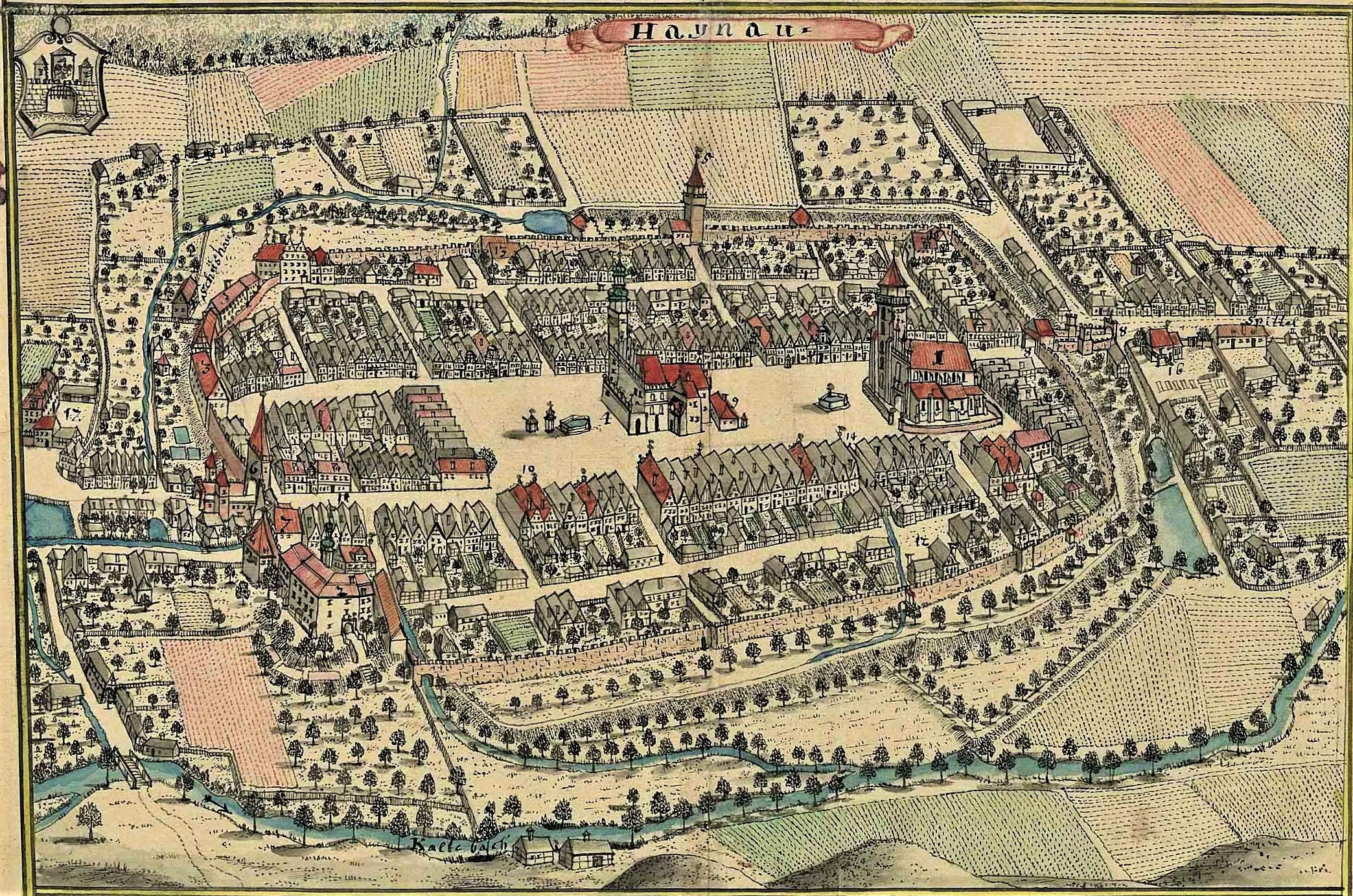
XVIII-wieczny Chojnów na rysunku Friedricha Bernharda Wernera z Topographia oder Prodromus Delineati Principatus Lignicensis Bregensis, et Wolaviensis [...]

Historia Chojnowa – dzieje położonego na Śląsku miasta i jego mieszkańców od XIII do XXI wieku, a także terenu na którym obecnie znajduje się miasto w okresie przedlokacyjnym, począwszy od paleolitu, po okres tworzenia się osady, będącej zaczątkiem współczesnego Chojnowa.
Istnienie osady na terenie obecnego Chojnowa po raz pierwszy w źródłach historycznych poświadczone zostało w 1272 roku, jednak dzięki badaniom archeologicznym wiemy, że historia osadnictwa na terenie ziemi chojnowskiej sięga okresu paleolitu. W rejonie obecnego miasta i jego bliskiej okolicy wystąpiło kilka większych skupisk pradziejowych i wczesnośredniowiecznych punktów osadniczych.
Lokacja miasta nastąpiła na początku lat 40. XIII wieku. W 1288 roku, w dokumencie księcia legnickiego Henryka V Brzuchatego, Chojnów po raz pierwszy został określony mianem miasta (civitas). Z ówczesnych źródeł wiemy o istnieniu chojnowskiej kasztelanii. Pełne prawa miejskie Chojnów otrzymał w 1333 roku, co wraz z licznymi przywilejami – dotyczącymi m.in. eksploatacji złota czy handlu solą – wpłynęło na rozwój grodu. W 1428 roku Chojnów został zaatakowany przez Husytów, którzy zdobyli zamek, dokonali rzezi mieszkańców oraz spalili miasto. Pomimo zniszczeń miastu udało się odrodzić; wpływ na taki stan rzeczy miały książęce i papieskie zwolnienia ze świadczeń oraz lokalizacja miasta na trasie jednej z odnóg Via Regia, która była ówcześnie ważnym szlakiem handlowym.
W 1523 roku książę legnicki Fryderyk II przeszedł na protestantyzm, dając ludności księstwa – w tym chojnowianom – wolność wyznania. Z czasem rozwijająca się reformacja wpłynęła na zmianę wyznania wśród większości mieszczan, co doprowadziło w 1535 roku do złożenia przez katolickiego proboszcza swojego urzędu oraz do przybycia do miasta pierwszego pastora. XVII wiek upłynął w Chojnowie pod znakiem niepokojów na tle religijnym; w latach 1618–1648 duże zniszczenia miasta przyniosła toczona między państwami katolickimi a protestanckimi wojna trzydziestoletnia. Od 1675 roku trwał stopniowy eksodus mieszkańców wyznania protestanckiego, który był efektem habsburskiej polityki kontrreformacji. Cesarskie zarządzenia doprowadziły do buntu chojnowskiej Rady Miejskiej, która została usunięta i zastąpiona osobami wyznania katolickiego. Poprawę sytuacji przyniosła ugoda altransztadzka z 1707 roku, która m.in. przekazywała protestantom chojnowską farę.
W 1740 roku miasto wraz z większością obszaru Śląska weszło w skład pruskiego państwa Hohenzollernów. Według dokumentów z 1754 roku, na terenie Chojnowa działały 4 cechy główne i 12 pobocznych; największą rolę odgrywali tkacze oraz sukiennicy. Stopniowy rozwój miasta zahamował wielki pożar z 1762 roku który zniszczył zachodnią część miasta – w tym zamek, ratusz oraz klasztor augustianów. Na początku XIX wieku Chojnów ucierpiał z powodu toczącej się na terytorium Prus kampanii napoleońskiej, w trakcie której w mieście kwaterowały wojska francuskie, co odbiło się negatywnie na położeniu materialnym lokalnej ludności. W drugiej połowie XIX wieku Chojnów został objęty procesem industrializacji, co doprowadziło do gwałtownego rozwoju miasta oraz zwiększenia liczby ludności z 4719 w 1867 roku, do 9669 w 1895. Rozwijający się poza obręb dawnych murów obronnych Chojnów zyskał w tym czasie połączenie kolejowe, wodociągi oraz kanalizację. Rozwój miasta w XX wieku w sposób nieznaczny zahamowała wielka wojna. W latach 30. liczba mieszkańców Chojnowa przekroczyła 10 tysięcy.
Duży wpływ na historię Chojnowa miała II wojna światowa, pod koniec której Chojnów znalazł się w strefie działań 1 Frontu Ukraińskiego. W 1945 roku miasto zdobyła Armia Radziecka. W rezultacie ustaleń między zwycięskimi mocarstwami, Chojnów został przekazany Polsce, co doprowadziło do wysiedlenia ludności niemieckiej i napływu polskich osadników, pochodzących głównie z kresów wschodnich. Wraz z zakończeniem wojny przystąpiono do tworzenia nowej administracji, szkolnictwa oraz odbudowy przemysłu. W latach 60. liczba mieszkańców odradzającego się Chojnowa ponownie liczyła 10 tysięcy, natomiast w latach 90. populacja miasta przekroczyła liczbę 15 tysięcy, co było najwyższym wynikiem w historii. Rozwój miasta został zahamowany po 1989 roku w wyniku zmian politycznych w Polsce i odejścia od gospodarki centralnie planowanej. Efektem upadku sektora państwowego w mocno przemysłowym Chojnowie był znaczny wzrost bezrobocia. Zjawisko to zostało z czasem ograniczone wraz z rozwojem usług, handlu prywatnego i drobnej wytwórczości. Równocześnie wraz z upadkiem komunizmu doszło do reaktywacji zlikwidowanego w powojennej Polsce samorządu terytorialnego.

## Okres przedlokacyjny

### Epoka kamienia
Na terenie określanym współcześnie mianem regionu chojnowskiego wystąpiło kilka skupisk pradziejowych. W 1936 roku, na obszarze graniczącej z Chojnowem wsi Piotrowice, znaleziono kamienny pięściak, wykonany przez człowieka neandertalskiego, twórcę wyróżnianej przez archeologów kultury aszelskiej. Znalezisko, które zasiliło zbiory Muzeum Archeologicznego we Wrocławiu i znane jest jako pięściak z Konradówki, ma ponad 100 tysięcy lat i uznawane jest za jeden z najstarszych dowodów pobytu człowieka na obszarze Śląska. Neandertalczycy przybyli z południa; ich bytowanie przypada na ostatni okres międzylodowcowy. Ludność ta zaczęła wymierać w paleolicie młodszym w wyniku zmian klimatycznych i środowiskowych. Ich bytowanie charakteryzowało się ruchliwym, koczowniczym trybem życia. Wymarłe ludy neandertalskie zostały zastąpione przez człowieka rozumnego z górnego paleolitu (homo sapiens fossilis), którego uważa się za anatomicznie identycznego z człowiekiem współczesnym. Na terenie regionu chojnowskiego odnaleziono pojedyncze wyroby krzemienne, których datowanie nie jest całkiem pewne, jednak prawdopodobnie można łączyć je ze schyłkowym paleolitem.
Mezolit trwający na Śląsku od VII do V tysiąclecia przed naszą erą przyniósł wycofanie się lodowca oraz ocieplenie klimatu, co spowodowało zmianę trybu życia ówczesnych ludzi, którzy zakładali krótkotrwałe obozowiska w sąsiedztwach zbiorników wodnych. Gromady łowców z tamtego okresu nie pozostawiły w okolicy obecnego Chojnowa wielu śladów. Ewidentne relikty obozowiska mezolitycznego odkryto w odległej od Chojnowa o koło 10 kilometrów Olszanicy. Bliższym odkryciem są charakterystyczne dla tego okresu mikolityczne wyroby krzemienne z okolic Goliszowa; ich datowanie nie jest jednak pewne.
W neolicie (datowanym na Śląsku od V wieku do 1800 roku przed naszą erą) nastąpił falowy napływ ludności z południa Europy, która przynosiła ze sobą m.in. nowy typ gospodarki rolniczo-hodowlanej i osiadły tryb życia z reguły na obszarach wybitnie urodzajnych. Pozostałości po osadach pierwszych rolników i hodowców oraz penetracji zbieracko-łowieckiej w okolicy Chojnowa nie są liczne. Ślady niewielkiej osady neolitycznej założonej przez ludność kultury pucharków lejkowatych odkryto w okolicy Goliszowa i Konradówki. Relikty neolitycznych osad zamieszkałych przez ludność o niesprecyzowanej przynależności kulturowej zostały odkryte również w okolicach m.in.: Strupic, Witkowa i Jaroszówki. O funkcjonowaniu na terenie obecnego Chojnowa ludności neolitycznej świadczyć mogą także informacje zawarte w materiałach archiwalnych, dotyczące odkrycia na terenie miasta gładzonego toporka kamiennego oraz siekierki kamiennej. Do podobnych odkryć dochodziło również na obszarach pobliskich wsi.

### Epoka brązu i żelaza. Osadnictwo starożytne i wczesnośredniowieczne
Za czasów kultury unietyckiej (1700–1450 p.n.e.) pochodzi m.in. miedziana spiralna bransoleta, wyorana w 1926 roku na polu położonym na wschód od miasta. Ciągłość osadniczą potwierdzają również inne odkrycia archeologiczne. Kulturę łużycką 1300–400 p.n.e. dokumentują tzw. Halsztackie Groby z Chojnowa – najbogatsze tego typu znalezisko na terenie Śląska Środkowego. W 1968 r. odkryto koło Czernikowic cmentarzysko z 65 zespołami grobowymi z młodszego (ok. 1000–800 p.n.e.) i najmłodszego (ok. 800–650 p.n.e.) okresu epoki brązu i wczesnej epoki żelaza. Znaleziska w Chojnowie i Goliszowie wskazują na wpływy prowincjonalnorzymskie z okresu II-IV wieku n.e. Tam też znaleziono ślady osadnictwa wczesnośredniowiecznego pochodzące z okresu VI-XII wieku.
Na przełomie XII i XIII wieku na trudno dostępnych terenach tego regionu powstawały grody władców feudalnych. Pełniły one funkcje obronne, gospodarcze, a także odgrywały rolę ośrodków politycznych. Do tego typu grodów można zaliczyć Chojnów.

## Po 1288 roku

### Osada Chojnów
Osada o charakterze miejskim musiała powstać tu już przed rokiem 1288, kiedy to po raz pierwszy pojawiła się w dokumentach historycznych wzmianka o mieście „Haynow”. Jest to nazwa topograficzna określająca miejsce porosłe chojną, sosną lub położenie obok lasu sosnowego. Według legendy w tym miejscu rósł gaj poświęcony pogańskim bogom. Osada, usytuowana przy północnym odgałęzieniu szlaku handlowego zwanego „Wysoką Drogą”', miała dogodne warunki rozwoju. Istnieją domniemania, że na terenie pierwotnego grodu został wybudowany zamek kasztelański (wzmianka z 1292 roku). Pierwsze przywileje Chojnów otrzymał od Piastów śląskich. Nadać je musiał przed 1288 r. Henryk V Gruby, zaś zatwierdził w 1329 roku jego syn Bolesław III.

### Miasto

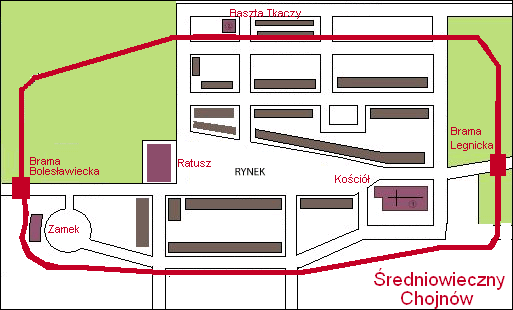
Schemat średniowiecznego Chojnowa z zaznaczonym przebiegiem murów miejskich

Pełne prawa miejskie Chojnów uzyskał w 1333 roku. Łączy się to z wydzierżawieniem przez księcia Bolesława III dochodów z Chojnowa mieszkańcom Wrocławia, którzy w zamian udzielili księciu pożyczki. W tym samym czasie dobiega końca przekształcanie osady w organizm miejski. Pierwszym burmistrzem został Albertus de Ypra pochodzący z flamandzkiego miast Ieper, które było wówczas prężnym ośrodkiem sukienniczym.
Lokacja miasta w trwały sposób ukształtowała istniejącą do dziś siatkę ulic. Centrum stanowił rynek, który powstał przez obudowanie domami rozszerzenia Wysokiej Drogi jeszcze w czasach przedlokacyjnych. Przy wytyczaniu nowych ulic wykorzystano już istniejący układ dróg – stąd taki nieproporcjonalnie długi rynek i inne odstępstwa od stosowanego niemal wszędzie na Dolnym Śląsku układu szachownicowego, m.in. sytuowanie kościoła w pierzei rynkowej. W początkach XIV w. rozpoczęto obwarowywanie miasta murami obronnymi, o których wzmiankę napotykamy w 1357 roku. Mury obronne wyznaczają granicę miasta aż do XIX w.
Proces kształtowania nowego miasta wiązał się także z intensywną akcją budowlaną i kolonizacyjną, co spowodowało napływ licznych osadników. Chojnów dotknięty został przemianami etnicznymi jakie miały miejsce na Śląsku przez wieki średnie – od schyłku wieku XII, kiedy to region w miarę rozwijania się, wzrastania, z wolna tracił czysto lechicką charakterystykę. Nowe szanse dawane przez władzę książęcą osiedleńcom, jak w innych miastach tak też i w Chojnowie sprowadzały do miasta rodziny z wielu odległych krajów Cesarstwa. Trudno orzec skąd konkretnie przybywano choć na zachód od Chojnowa i w Legnicy (patrz rodzina Witelona) dość silne wpływy mieli Turyńczycy obok też istniejących frankońskich i innych.
W 1339 roku Chojnów otrzymał prawo cła i prawo mili, ustanawiające sprzedaż w mieście wyłącznie towarów z okolicznych wiosek położonych w obrębie 1 mili od Chojnowa. Uczestniczył także w związku obronnym miast śląskich zawiązanym w 1346 roku. Rozwój miasta w wiekach XIV-XV zapewniały, poza dochodami płynącymi z wymiany handlowej, organizacje cechowe. Na ich czele stali mieszczanie zajmujący się sukiennictwem i tkactwem. Cech sukienników powołany w 1332 roku otrzymał w latach 1384 i 1394 roku szereg przywilejów. Wielu mieszkańców miasta i okolic rozwijało hodowlę owiec, stwarzając lokalną bazę surowcową dla rozwoju sukiennictwa, na rzece Skorze powstały liczne folusze. Sukiennicy zrzeszeni od 1455 roku w Bractwie Bożego Ciała nabyli w 1469 roku jedną z kaplic oraz ołtarz św. Andrzeja i św. Katarzyny w kościele parafialnym. Dla ochrony zdrowia członków cechu zorganizowali własny szpital. Obok cechu sukienników do dużego znaczenia doszedł też cech tkaczy, dowodem tego może być wzmianka historyczna, pochodząca z 1393 roku, która mówi o istnieniu w mieście ulicy Tkaczy (obecnie Królowej Jadwigi). Niezależnie od cechów sukienników i tkaczy, których działalność można zaliczyć do rzemiosła o charakterze przemysłowym, powstawały również cechy typu usługowego. Dokument z 1404 roku wymienia takich rzemieślników jak: rzeźnicy, kuśnierze, krawcy, kowale, bednarze, którzy świadczą usługi dla miasta i kasztelanii.
W rozwijającym się gospodarczo ośrodku miejskim utrwala się coraz bardziej władza rady miejskiej. W 1387 roku rada Chojnowa nabyła od księcia Ludwika I wójtostwo, czyli posiadanie posiadłości ziemskich w Michowie, Gołaczowie, Wojcieszynie oraz w 1395 młyna przed Bramą Legnicką. W 1394 roku Chojnów uzyskał monopol na handel solą.
Rozkwit miasta przerwały klęski spowodowane pożarami w latach 1318 i 1428. Ten ostatni pożar łączy się z najazdem wojsk husyckich i rzezią mieszkańców. Z pogromu uratowało się zaledwie 15 mieszczan ukrytych w kościelnej wieży. Upamiętnia to znajdująca się na wieży kościelnej tablica.
Do odbudowy zniszczeń przystąpiono przy znacznej pomocy finansowej panującego księcia, który zwolnił ocalałych mieszczan na 8 lat z płacenia podatków, a w 1439 roku mieszkańcy Chojnowa uzyskali też znaczne ulgi w długach hipotecznych. Powoli miasto powróciło do utraconej zasobności, by w początkach XVI w. stać się znowu dobrze rozwiniętym, bogatym ośrodkiem miejskim. Rada miasta i jego mieszkańcy czerpali dochody z jarmarków solnych, opłat sądowych, czynszów, płaconych przez właścicieli domów, w których warzono piwo, właścicieli kramów rzemieślniczych, dwóch łaźni miejskich, karczmy w ratuszu miejskim. Wpływ powiększały dochody z folwarków, cegielni, młyna, a nawet miejskiej hodowli karpi. Wiodący cech chojnowskich sukienników, liczący około 200 rzemieślników, zbudował w 1561 roku własny dom cechowy usytuowany na wschód od zamku (uległ on zniszczeniu dopiero w 1875 r.). Niezależnie od rozwoju rzemiosła zaznaczyło się w tym okresie znaczne ożywienie w handlu. Sprzyjały temu kolejne decyzje ówczesnych władców – od 1329 r. Chojnów wraz z całym księstwem legnickim stał się lennem Czech, od 1526 r. wchodząc w skład imperium Habsburgów austriackich. Król Czech Władysław Jagiellończyk postanawia w 1503 roku, by szlaki handlowe z Saksonii przebiegały dwiema drogami: przez Legnicę, Chojnów, Bolesławiec, lub przez Legnicę, Chojnów, Lwówek Śląski, Lubań. Z kolei cesarz Rudolf II w 1580 zarządził, by kupcy udający się do Polski i Śląska korzystali wyłącznie z drogi biegnącej przez Legnicę, Chojnów, Bolesławiec, Nowogrodziec, Lubań, Zgorzelec, Budziszyn i dalej do Saksonii, Miśni i Turyngii.

### Miasto po 1500 roku
Chojnowa nie ominęły straszne kataklizmy, jak wielki pożar miasta w 1503 r., który zniszczył Zamek. Po pożarze książę zawiesił na okres 8 lat płacenie czynszów, a w 1511 papież Juliusz II zwolnił miasto od świadczeń kościelnych (z wyjątkiem dziesięciny). Przyczyną pożarów była drewniana zabudowa średniowiecznego Chojnowa, który, jak podają ówczesne kroniki, posiadał tylko 3 murowane budynki (jeden z nich położony w rynku zachował się do naszych czasów). Już w 1530 roku został założony w mieście wodociąg. Po zakończeniu odbudowy w 1553 roku Chojnów posiadał 251 domów usytuowanych w obrębie murów obronnych, co pozwala szacować liczbę mieszkańców na ok. 1.900. W 1583 r. na miejscu drewnianego wzniesiono murowany ratusz.
Ponurą uwerturą wojny trzydziestoletniej, która w latach 1618–1648 wyniszczyła Europę były kolejne pożary miasta w latach 1581, 1583, 1586, oraz zaraza, która pochłonęła 713 istnień ludzkich. Mury obronne Chojnowa, na których wzmocnienie i unowocześnienie zabrakło funduszy w podupadłym gospodarczo mieście, nie oparły się przemocy wojsk pod wodzą Wallensteina, który kwaterował w Chojnowie dwukrotnie, w latach 1624–1627 i 1631-1633. W latach od 1639 do 1647 stacjonowały w Chojnowie wojska cesarskie i szwedzkie. Przemarsze walczących armii, nakładane kontrybucje, grabieże, doprowadziły do zubożenia mieszkańców i upadku gospodarczego miasta. Kolejne pożary w latach 1645, 1651, 1661 nie ominęły ratusza i kościoła, a pastwą płomieni padło wówczas 140 domostw. Efektem tych klęsk była zmniejszająca się liczba mieszkańców Chojnowa z 500 osób w 1633 r. do 180 w 1657. Z osiemnastu folwarków graniczących z miastem szesnaście zostało opuszczonych, katastrofalne spadła produkcja rolna, a tym samym i dochody miasta. Coraz mniej karawan kupieckich odwiedzało Chojnów, w związku z zanikającym znaczeniem szlaku handlowego Wysokiej Drogi.
Pewne nadzieje na powrót lepszych czasów wzbudziło przybycie do Chojnowa w 1657 roku księcia legnickiego Ludwika IV. Książę czynił energiczne starania zmierzające do podźwignięcia miasta z upadku: potwierdził dotychczas nadane statuty i przywileje cechowe, przywrócił prawo mili i zwolnił pogorzelców od podatków na czas odbudowy. Jednak kolejne klęski żywiołowe – w 1661 roku pożar, a w latach 1662–1663 zaraza, unicestwiły te próby ożywienia Chojnowa.
Tymczasem na Śląsku następują zmiany o charakterze politycznym, mające znaczny wpływ na dalsze losy miasta. Zbliża się kres rządów Piastów śląskich. Ród ich wygasa wraz ze śmiercią ostatniego księcia legnickiego, Jerzego Wilhelma, który umiera bezpotomnie w 1675 roku. Miasto przechodzi w ręce cesarza Leopolda I i pod bezpośrednie panowanie Austrii.

### Miasto po 1700 roku
Władza książęca została szybko zastąpiona rządami namiestników cesarskich. Wprowadzili oni administrację austriacką, której głównym celem było uzyskanie jak największych dochodów. Przykładem wyzysku nowych władz mogą być dane o wysokości podatków płaconych namiestnikowi cesarskiemu przez miasto. Wynosiły one w 1579 roku 1041 talarów, a w 1717 roku 3137 talarów. Miasto musiało przekazać władzom austriackim prawo korzystania z dochodów, jakie przynosiły opłaty sądowe. Rządy austriackie odbiły się niekorzystnie na stanie liczbowym mieszkańców Chojnowa. Charakterystycznym elementem władzy austriackiej był reakcyjny katolicyzm. Opór rady miejskiej wobec szykan, jakim poddawana była protestancka w większości ludność miasta doprowadził do jej usunięcia w 1692 r. i wprowadzenia nowej, złożonej wyłącznie z katolików. Prześladowania spowodowały, że część protestanckich mieszczan opuściła miasto. W 1705 władze ograniczyły monopol piwny, co wiązało się z utratą 11 wsi w dystrykcie.
Wskutek zwycięskiej wojny z Austrią, w 1740 roku władzę nad miastem przejęły Prusy. Pierwszym tego efektem było przywrócenie swobód religijnych dla protestantów. Zniszczenia miasta i zubożenie ludności nie stwarzały jednak dogodnych warunków do dalszego rozwoju. Nowe władze jednak starały się o poprawę warunków mieszkaniowych, zarządzając wznoszenie domów murowanych oraz krycie budynków dachówką. Miało to chronić miasto przed pożarami, które w latach 1762 i 1767 zniszczyły Chojnów. Ze względu na bezpieczeństwo mieszkańców, nowe, murowane domy wznoszono dłuższym bokiem do ulicy. Przykładem tego typu zabudowań była południowa strona rynku. Odbudowano w tym czasie ratusz i kościół parafialny oraz wzniesiono kościół pw. Niepokalanego Poczęcia NMP, który spłonął w 1964 roku.
Druga połowa XVIII w. to ponowny rozkwit rzemiosła, a w szczególności sukiennictwa. W 1754 roku istniały w mieście cztery cechy główne i dwanaście mniejszych, ponadto wielu rzemieślników należało do cechów w Legnicy i Świdnicy. Liczba ludności Chojnowa wzrosła w 1788 roku do 2076 osób, gdy jeszcze w 1742 posiadał on zaledwie 400 mieszkańców. Zainteresowanie władz rozwojem sukiennictwa potwierdziło otwarcie w 1762 roku zawodowej szkoły sukiennictwa, a w 1769 roku budowa magazynu wełny z funduszów państwowych. Liczba rzemieślników trudniących się sukiennictwem w 1788 roku wzrosła do 57 osób.
I znów pierwsze lata XIX w. przekreśliły dotychczasowy dorobek Chojnowa. W 1804 roku miasto nawiedziła katastrofalna powódź, nie ominęły go także przemarsze wojsk w końcowej fazie wojen napoleońskich. W kościele parafialnym urządzono szpital wojskowy, w domostwach kwaterowało 11 tysięcy żołnierzy armii francuskiej. Chojnów był także główną kwaterą feldmarszałka rosyjskiego Kutuzowa.
Podczas zmiennych kolei wojny dochodziło do bezpośrednich walk o miasto, oblegały je wojska rosyjskie i pruskie. Ostatecznie 18 sierpnia 1813 roku Francuzi wycofali się z Chojnowa, niszcząc uprzednio fortyfikacje. Miasto było kompletnie zrujnowane, część mieszkańców znękana grabieżami opuściła na zawsze swe domy, a głód i epidemia dopełniły klęski.

### Lata 1815–1945
Wyraźna poprawa sytuacji materialnej miasta nastąpiła dopiero w drugiej połowie XIX w. W tym czasie Chojnów, podobnie jak inne miasta śląskie, wkroczył w fazę uprzemysławiania i przeżywał jeden z najlepszych okresów w historii.
Ogromne znaczenie dla rozwoju przemysłu miało wybudowanie w 1845 roku linii kolejowej z Legnicy do Bolesławca i Węglińca, stanowiącej najkrótsze połączenie między Wrocławiem a Berlinem i Dreznem. W 1875 r. przez niedaleką wieś Goliszów przeprowadzone zostało kolejne kluczowe połączenie Legnica-Jasień, które skróciło połączenie Wrocławia z Berlinem. Wreszcie w 1906 r. miasto uzyskało dwa dodatkowe połączenia – ze Złotoryją na południu i poprzez Rokitki na trasie Legnica-Berlin bezpośredni dostęp do tej magistrali w kierunku zachodnim oraz do Chocianowa na północy.
W mieście zbudowano dużą cukrownię (AG Zuckerfabrik Haynau), fabrykę rękawiczek, papiernię oraz zakłady wyrobów blaszanych. Zainicjowano szereg nowoczesnych inwestycji o charakterze komunalnym – w 1848 roku Chojnów został skanalizowany, w 1867 otrzymał instalację gazową, a w 1912 roku – elektryczność.
Szybkiemu rozwojowi cywilizacyjnemu miasta towarzyszył dynamiczny wzrost liczby ludności. Podczas gdy w 1801 roku Chojnów liczył tylko 1.314 obywateli, to około 1855 – 4.200, w 1890 – już 8.115, a w 1910 – 10.119. Wzrost liczby mieszkańców zadecydował o zmianie układu urbanistycznego Chojnowa. Rozpoczął się etap rozbudowy miasta poza linią średniowiecznych murów miejskich w kierunku północnym i zachodnim, po usunięciu naturalnej granicy, jaką były mury i fosy, które wówczas zasypano. Miasto przekroczyło również rzekę Skorę w kierunku południowym, gdzie rozwinęła się elegancka zabudowa willowa. Od 1860 roku przebudowano i wzniesiono na nowo liczne domy w Rynku i na sąsiednich ulicach. Po rozebraniu odcinka północnego murów obronnych, równoległą do nich wiejską drogę przebudowano na reprezentacyjną ulicę willową (Gartenstrasse, dzisiejsza ul. Jarosława Dąbrowskiego). Oprócz domów mieszkalnych wzniesiono liczne budowle użyteczności publicznej: w 1893 roku synagogę przy Schützenstrasse (obecnie ul. Stanisława Małachowskiego), w 1897 roku dom dziecka przy ul. Dąbrowskiego, w 1901 roku nowy szpital (Weidenstrasse, ul. Szpitalna), w latach 1907–1908 szkołę realną przy Bauhofstrasse (ul. Stanisława Konarskiego), w latach 1909–1911 nowy kościół katolicki, w 1909 roku nowy budynek dworca kolejowego.
Na tle ogólnego kryzysu w Niemczech rozwój miasta został zahamowany po I wojnie światowej. W 1939 r. Haynau liczył sobie 11.114 mieszkańców, niemal bez wyjątku niemieckojęzycznych (84% protestantów, 11% katolików i zaledwie 14 żydów).

### Okres po II wojnie światowej
Dramatyczne zmiany przyniósł miastu końcowy okres II wojny światowej. W dniu 10 lutego 1945 roku wojska 52 Armii Radzieckiej pod dowództwem generała Korotiewa zdobyły Chojnów, w wyniku 60% miasta legło w gruzach. Szczególnie ciężko poszkodowany został obszar historycznego centrum. Przed ostatecznym zakończeniem wojny teren Dolnego Śląska był miejscem koncentracji wojsk 2 Armii Ludowego Wojska Polskiego dowodzonej przez generała Karola Świerczewskiego. M.in. także przez Chojnów maszerowały wojska na pozycje wyjściowe do wielkiego natarcia, które uzyskało miano operacji berlińskiej, operacji praskiej. W dniu 7 kwietnia 1945 roku stacjonował w Chojnowie 34 pułk piechoty z 2 dywizjonem, 19 batalionu saperów i 8 batalion szkolny. Jednostki te wchodziły w skład 8 dywizji, której sztab zakwaterował się w Dobroszowie.
W rezultacie ustaleń między zwycięskimi mocarstwami ówczesne Haynau przekazane zostało Polsce, która dokonała niemal całkowitego wysiedlenia miejscowej ludności za Odrę. Na jej miejsce przybyli polscy osadnicy, często sami wysiedleni z ziem zajętych przez ZSRR. W początkowym okresie miasto nazywane było przez Polaków Gajewicko; ostatecznie przyjęto jednak historycznie uzasadnioną nazwę Chojnów.
W pierwszej kolejności przystąpiono do odbudowy zniszczonych zakładów przemysłowych. Dzięki temu obecna Fabryka Maszyn Rolniczych „Agromet-Dolzamet” mogła rozpocząć produkcję już w 1946 roku. W latach 50. odbudowano zupełnie zniszczoną fabrykę papierniczą. Ubytki w zabytkowej tkance urbanistycznej miasta zaczęto powoli uzupełniać jednak dopiero od końca lat 50.; zniszczone fragmenty pierzei rynkowych zastąpiły bloki mieszkalne. Miasto przez długi czas nie mogło osiągnąć przedwojennych rozmiarów; w 1961 r. liczyło 9850 mieszkańców. Do dziś centrum Chojnowa nosi ślady wojennych ubytków.
W latach 1950. w Chojnowie ok. 100 rodzin uchodźców z Grecji (80 osób). W 2011 r. na Urzędzie Miasta Chojnowa odsłonięto tablice upamiętniającą ich pobyt.
W latach 1975–1998 miasto administracyjnie należało do województwa legnickiego.
Po roku 2000 zamknięte, a następnie częściowo rozebrane zostały połączenia kolejowe miasta ze Złotoryją i Rokitkami.

## Ludność miasta
| 1428 | 1633 | 1657 | 1742 | 1788 | 1801 | 1890 | 2003   |
| 15   | 500  | 180  | 400  | 2076 | 1314 | 8115 | 14 510 |